# Долгушкин, Николай Кузьмич
Никола́й Кузьми́ч Долгу́шкин (р. 30 января 1949 года, с. Ковыляевка Тоцкого района Чкаловская область, РСФСР, СССР) — российский политик, учёный в области экономики и управления сельским хозяйством, комсомольский деятель в советское время. Главный учёный секретарь Президиума Российской академии наук с 28 сентября 2017 года по 23 ноября 2021 года, в 2014-2017 годах был заместителем главного учёного секретаря Президиума РАН года, а в 2010—2014 гг. главный учёный секретарь Президиума Россельхозакадемии. Член Совета Федерации России в 2004—2010 годах, в 1998—2004 гг. заместитель министра сельского хозяйства РФ. В 1981—1989 гг. секретарь ЦК ВЛКСМ.
Академик Российской академии наук (2016 год, член-корреспондент РАСХН с 2005 года), доктор экономических наук (2001), профессор (2002).

## Биография
Трудовую деятельность начал в 1966 году комбайнером в колхозе имени Чкалова родной области, достиг должности его главного агронома. Окончил Погроменский техникум механизации сельского хозяйства (1969) и Куйбышевский СХИ (1973), учёный-агроном.
В 1971—1973 годах — первый секретарь Тоцкого райкома ВЛКСМ, в 1973—1974 годах проходил службу в Советской армии. В 1974 г. инструктор Тоцкого райкома КПСС, в 1974—1977 годах — второй секретарь Оренбургского обкома ВЛКСМ. В 1977—1978 гг. — заместитель заведующего Отделом сельской молодежи ЦК ВЛКСМ. В 1978—1981 гг. — первый секретарь Оренбургского обкома ВЛКСМ. В 1981—1989 гг. — секретарь ЦК ВЛКСМ. В 1989—1990 годах — ответственный организатор Отдела партийного строительства и кадровой работы ЦК КПСС. В 1990—1991 гг. — ответственный секретарь постоянной комиссии, ответственный секретарь — руководитель секретариата ЦКК КПСС.
В 1991—1992 гг. — заместитель директора малого многопрофильного предприятия «Инженерная экология» («ИНЭК»). В 1992—1993 гг. — заместитель генерального директора Международной ассоциации руководителей предприятий.
В 1993—1998 гг. — руководитель секретариата заместителя председателя Правительства РФ — сначала Александра Заверюхи, затем Виктора Хлыстуна, также министра сельского хозяйства и продовольствия Российской Федерации.
В 1998—2000 годах — заместитель министра сельского хозяйства и продовольствия РФ, в 2000—2004 гг. — заместитель министра сельского хозяйства РФ. В 2001 году защитил докторскую диссертацию «Формирование кадрового потенциала в условиях многоукладного сельского хозяйства: теория и практика».
В 2004—2010 гг. — член Совета Федерации Федерального собрания РФ, представитель от Оренбургской области (от исполнительного органа власти), являлся заместителем Председателя Комитета по аграрно-продовольственной политике, входил в Комиссию по взаимодействию со Счётной палатой России.
В 2010—2014 гг. — главный учёный секретарь Президиума Россельхозакадемии. С 2014 года — заместитель, с сентября 2017 до ноября 2021 года — главный учёный секретарь, член Президиума Российской академии наук; ныне советник РАН. Член Российского Пагуошского комитета.
В 2018 году подписал постановление о переводе астрономических наблюдений из Пулковской астрономической обсерватории[значимость факта?].
Опубликовал около 100 научных трудов.
Сын Павел — руководитель кросс-функциональных проектов Дирекции по маркетингу и развитию АО «Апатит» (Группа «Фосагро»), кандидат экономических наук.

## Награды, премии, другие отличия
- Орден Трудового Красного Знамени (1985)
- Орден «Знак Почёта» (1976)
- Орден Дружбы (2004)[3]
- Орден Александра Невского (8 февраля 2019) — за большой вклад в развитие науки и многолетнюю добросовестную работу[4]
- Орден «За заслуги перед Отечеством» IV степени (3 января 2024) — за большой вклад в развитие науки и многолетнюю добросовестную работу[5]

- Медаль «В память 850-летия Москвы»
- Медаль «В память 1000-летия Казани»
- Медаль «В память 1500-летия Киева»
- Медаль «В память 300-летия Санкт-Петербурга»
- Почётная грамота СФ

- Заслуженный работник сельского хозяйства Российской Федерации (2002) [6]
- Почётная грамота Правительства Российской Федерации (23 января 1999) — за большой личный вклад в развитие агропромышленного комплекса России и многолетний добросовестный труд